# アラスカ航空1282便緊急着陸事故
アラスカ航空1282便緊急着陸事故（あらすかこうくう1282びんきんきゅうちゃくりくじこ、Alaska Airlines Flight 1282）は、2024年1月5日にアメリカ合衆国のオレゴン州上空で発生した航空事故である。

## 概要
ポートランド国際空港を離陸直後、機体後部の非常ドア設置予定部が突如吹き飛び、急減圧が発生した。機体はすぐに出発空港に引き返し、緊急着陸に成功した。乗客乗員177名は全員生存したが、複数の負傷者が発生した。 

## 機体
当該機はボーイング737MAX 9で、ボーイング社によるシリアルナンバーは67501、航空当局による登録番号はN704ALであった。2023年10月15日に初飛行、同月31日に納入された。11月11日から就航し、事故発生時点での機齢はわずか約3ヶ月ほどで、過去のフライト数の総計は145であった。2023年11月27日に該当機はオクラホマシティに移動し、MRO提携先であるAAR Corporationの拠点で、10日をかけてWi-fi取付改修作業が実施された。復帰当日の12月7日と2024年1月3日、4日の3度、自動与圧警告灯が点灯したことで、アラスカ航空は洋上飛行中の警告灯点灯事態を避けるため、ハワイ州発着路線を制限していたと報告されている。
B737 MAX 9の機体後部には、オプション装備の非常ドアが存在する。当該機の座席配置の場合、このドアは使用されないため、後から座席配置を変更した際にドアを新設するための準備工事のみがなされていた。

## 事故の経緯
太平洋標準時17:07にポートランドを離陸した。離陸6分後、高度16000フィート（4900m）に到達したところで急減圧が発生した。急減圧が発生したドア付近に乗客はおらず、吸い出された者は存在しなかったが、一部の乗客が機内を飛散する物品による怪我を負った。また目撃者証言によれば、26列に着座していた児童の衣服が風圧によって引きちぎられ、隣席に着座していた母親に支えられてかろうじて吸い出されることを逃れたとされる。酸素マスクが落下後、乗務員は高度10,000フィート (3,000 m) への緊急降下を実施。17:27には出発地ポートランドへの緊急着陸に成功した。

## 影響

### 飛行停止
アラスカ航空は事故当日、保有する全65機の737 MAX 9を一時飛行停止。さらに1月6日、連邦航空局（FAA）は非常ドア追設準備工事がなされた171機の737 MAX 9について、一時的な飛行停止および緊急点検を求める緊急耐空性改善命令（EAD：Emergency Airworthiness Directive）を発令した。

### 他オペレーターへの影響
この事故にともない、ユナイテッド航空では保有する737 MAX 9の点検を行った結果、保有全79機のうち5機において当該ドア部の不具合（不完全なネジ締め込み、ボルトの緩みなど）が発見された。

### 737ほか型式への影響
2024年1月22日、FAAはMAXシリーズとは世代が異なるNGシリーズのMAX9と同タイプドアプラグが設置されている737-900ERに関しても目視検査し、ドアが適切に固定されていることを確認する安全検査勧告（Safety Alert for Operators :SAFO）を発出した。
同月24日、FAAは事故が発生した737 MAX 9の検査整備指示書を承認し、1）特定のボルト、ガイドトラック、金具の点検、2）機体中央の左右にあるドアプラグと関連部品数十点の詳細な目視点検、3）ファスナーの増し締め、4）損傷や異常状態の修正の4点を点検し、耐空性の確認出来た機体から運航再開できるとした。
しかし同日、FAAは「このプロセスで明らかになった品質管理上の問題が解決されたと我々が納得するまで、ボーイングからの生産拡大要請や、737 MAXの生産ライン増設の承認には応じない」との長官声明を発表。監視を強化し、1）737 MAXの生産拡大に上限を設け、説明責任と要求される品質管理手順の完全遵守を確保する、2）ボーイングが製造要件を遵守しているかを精査する調査の開始、3）ボーイングの全施設で立会いを強化し、新型機の監視を積極的に拡大する、4）リスクを特定するためにデータを綿密に監視する、5）品質管理と権限委譲に関する、安全に焦点を当てた潜在的な改革の分析を開始する、とした。
これらの対応により、墜落事故により型式証明取得が先送りされていたMAX7/10に関して、型式証明取得時期が見通せない状況になり、すでにMAX7/10を発注済みの顧客の中には、他のメーカーの機体やMAXシリーズでも運航可能なMAX8/9ヘの機種変更を検討する顧客も出てきている。

## 調査
事故後、国家運輸安全委員会（NTSB）およびFAAによる事故原因の調査が行われた。1月9日には、事故後行方不明になっていた非常ドアが発見され、NTSBによって回収された。なおこの調査は1月9日現在でも継続中である。
事故後、コックピットボイスレコーダー（CVR）はブレーカーが落とされず録音が停止されなかったため、2時間の音声記録が上書きされており、事故当時の音声は記録されなかった。NTSBのジェニファー・ホメンディ委員長は過去にも同様の事例が発生していることを挙げ、CVRの記録時間を25時間に延長するよう主張した。